# Khỉ đột đất thấp phía Đông
Khỉ đột đất thấp phía Đông hay còn gọi là khỉ đột Grauer hay khỉ đột Congo (Danh pháp khoa học: Gorilla beringei graueri) là một phân loài của loài khỉ đột miền Đông, đây là phân loài đặc hữu của các khu rừng núi của Cộng hòa Dân chủ Congo. Các quần thể quan trọng của phân loài khỉ đột này sống trong các Vườn quốc gia Kahuzi-Biega và Maiko và các khu rừng gần đó như khu Bảo tồn Khỉ đột Tayna, rừng Usala và trên vùng Itombwe Massif. Đây là phân loài lớn nhất trong số bốn phân loài khỉ đột còn tồn tại.
Có nhiều khỉ đột ở vùng đồng bằng phía Tây so với các phân loài ở phía đông, chỉ có khoảng 5.000 cá thể khỉ đột ở vùng đồng bằng phía Đông trong tự nhiên theo một báo cáo năm 2004 và ít hơn 3.800 năm 2016. Bên ngoài phạm vi tự nhiên, chỉ có một con khỉ đột cái sống trong tình trạng nuôi nhốt tại Sở thú Antwerp ở Bỉ. Những con khỉ đột vùng đất thấp miền Đông chỉ được tìm thấy ở Congo được đưa vào Bảng Đỏ các loài cực kỳ nguy cấp.
Khỉ đột này là những linh trưởng lớn nhất trên hành tinh. Cách đây 20 năm, trước cuộc nội chiến ở Congo còn sôi sục làm dân số khỉ đột còn 18.000, ước tính chỉ còn 3.800 trong tự nhiên. Một sự suy giảm 80% dân số trong vòng một thế hệ. Hiện nay, các cán bộ kiểm lâm ở miền Đông Congo đang yêu cầu gấp sự trợ giúp khẩn cấp của cộng đồng quốc tế nhược bằng không những con vật kinh diễm này có thể biến mất vĩnh viễn.

## Phân bố
Khỉ đột đất thấp miền Đông có phạm vi phân bố nằm trọng trong đất nước Cộng hòa Dân chủ Congo. Phân loài khỉ đột ở vùng đồng bằng phía Đông có dải phân bố rộng nhất của bất kỳ phân loài khỉ đột nào vì chúng có thể tìm thấy ở khu vực rừng nhiệt đới miền núi, rừng chuyển tiếp và rừng nhiệt đới theo kiểu rừng rậm. Một trong những quần thể của khỉ đột đất thấp miền Đông có sự đông đúc được nghiên cứu nhiều nhất sống ở vùng cao nguyên Kahuzi-Biega, nơi sinh cảnh khác nhau giữa rừng nguyên sinh dày đặc đến rừng ẩm ướt vừa phải, cho đến đầm lầy và vùng đất thấp của đầm lầy Cyperus. So với khỉ đột miền tây đất thấp, chúng được tìm thấy ở rừng nhiệt đới ở độ cao thấp.

## Đặc điểm

### Thể vóc
Tính chung, khỉ dạng người lớn nhất chính là khỉ đột, con đực lớn hơn 2m, cân nặng đến 250 kg, sống ở rừng châu Phi xích đạo (Camerun, Congo, Gabon, Uganda). Khỉ đột trưởng thành hoang dã nặng từ 135 đến 180 kg trong khi con cái thường chỉ nặng bằng nửa con đực từ 68–113 kg. Con đực trưởng thành cao 1,7 đến 1,8 m với sải tay 2,3 đến 2,6 m. Khỉ đột đực trưởng thành được biết đến như lưng bạc do vùng lông màu bạc trên lưng của nó, một con lưng bạc lớn hơn 1,8 mét nặng đến 230 kg trong hoang dã, những con khỉ đột béo phì trong tình trạng nuôi nhốt nặng đến 270 kg.
Trong đó, khỉ đột đất thấp phía Đông là phân loài lớn nhất của loài khỉ đột và động vật linh trưởng còn sống lớn nhất trên trái đất. Một con đực lưng bạc nặng từ 204–250 kg (450-551 lb), những con đực đặc biệt (khỉ đột chúa) có thể cân nặng 272 kg (600 lb) trở lên. Những con khỉ đột cái thường cân nặng nhẹ hơn khỉ đột đực một nửa. Con đực có chiều cao khi đứng lên đến từ 1,76-1,94 mét (5,8-6,4 ft) trong khi con cái chiều cao 1,60 mét (5,2 ft) hoặc thấp hơn.
Khỉ đột đất thấp miền Đông có những lớp lông khoác màu đen tương phản như khỉ đột núi (Gorilla beringei beringei), mặc dù phần lông tóc khá ngắn trên đầu và thân thể. Bộ lông của một con đực trưởng thành, giống như những con khỉ đột khác, chúng sẽ chuyển bạc ở lưng khi con vật trưởng thành, gọi là con lưng bạc (Silver back), đây là những con khỉ đột đầy sức mạnh. Khi con khỉ khổng lồ thình lình đứng lên, cao to hơn con người nhiều, con khỉ lưng bạc, nặng trên 190 kg, phô trương sức mạnh của nó.

### Thể chất

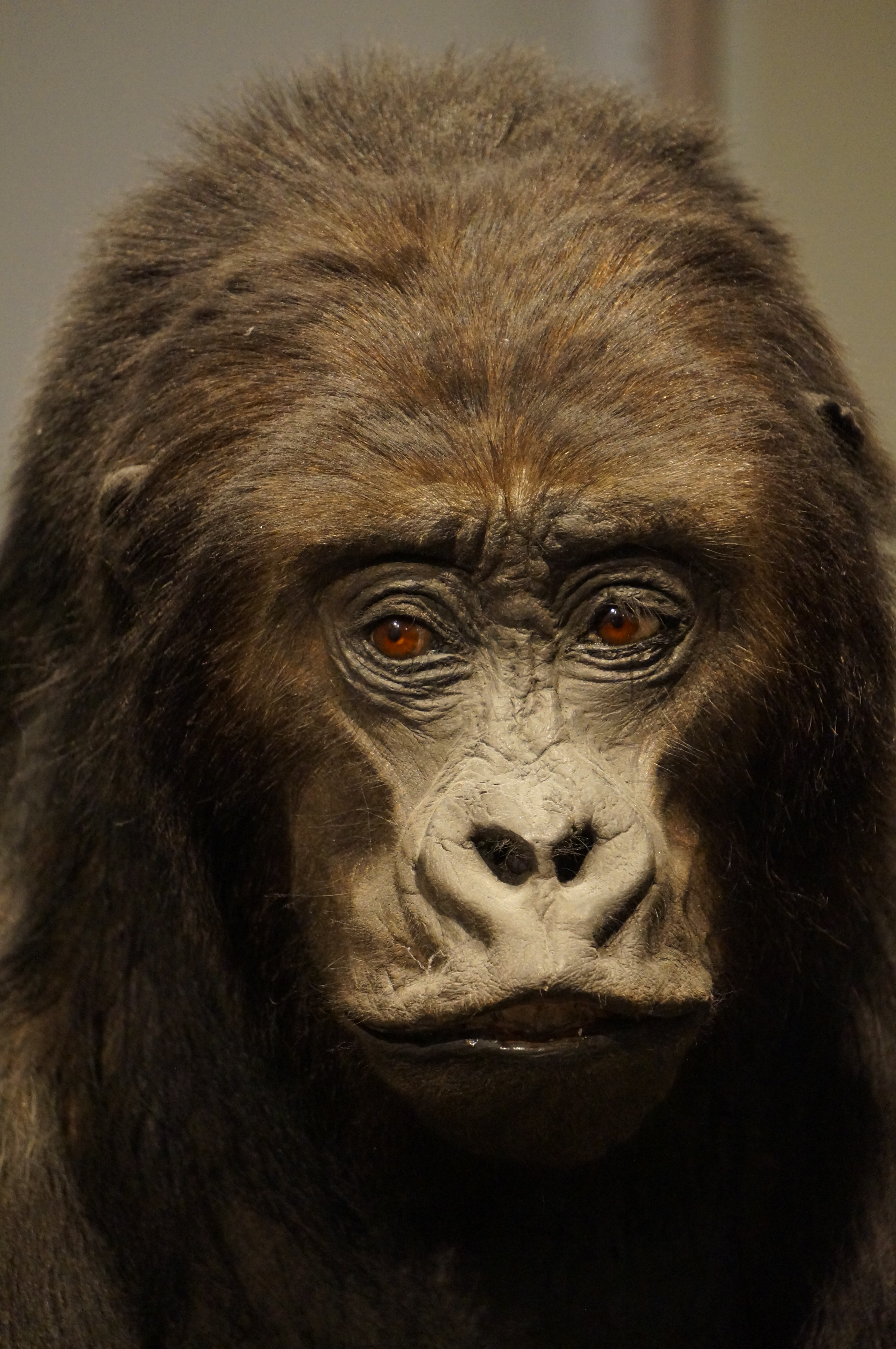
Mô hình của một con khỉ đột đất thấp miền Đông cái

Về đại thể, những con khỉ đột được biết đến như một dã thú đầy sức mạnh với ngoại hình to lớn, cơ thể đồ sộ và dù có thân hình to lớn đồ sộ, chúng có tốc độ chạy ở mức trung bình, khoảng 40 km/h, chúng có sức mạnh thể chất khỏe hơn nhiều so với người với đôi tay mạnh mẽ, cánh tay mạnh và cơ bắp. Con cái có sải tay ngắn hơn con đực. Một con khỉ đột trưởng thành có thể nâng được trọng lượng gấp 10 lần cơ thể chúng, chúng có thể lật đổ cả một chiếc ô tô và một cú đấm của khỉ đột có thể khiến mọi vật đối diện phải biến dạng Khỉ đột di chuyển bằng đốt ngón tay, mặc dù đôi khi chúng có thể đứng thẳng khi mang theo thức ăn hay trong tình trạng phòng ngự.
Khỉ đột còn có một hàm răng cực khỏe với, lực cắn của chúng được ghi nhận lên tới 590 kg/cm2 (thông số khác cho thấy nó có lực cắn lên tới 913.000 kg/m2). Khỉ đột có răng to, ngắn và chắc tương ứng với cơ thể đồ sộ, răng nanh của con đực dài 25 cm, và các răng ở hàm sẽ trở nên quá rộng so với hàm của nó. Nhưng dù có cơ hàm rất ấn tượng, thức ăn của khỉ đột chỉ là thực vật. Ngay cả khi giao chiến, chúng chủ yếu cũng chỉ dùng sức mạnh cơ bắp và rất ít khi phải sử dụng đến cái miệng khủng khiếp này.
So sánh kích cỡ, hình dạng và sức mạnh của răng nanh từ 144 loài linh trưởng có cùng các thông số thuộc 45 loài ăn thịt, về liên hệ giữa kích cỡ răng nanh linh trưởng với kích cỡ cơ thể và sức mạnh tương ứng của răng. Sự so sánh này có thể giúp trả lời các tính toán về chức năng của răng nanh linh trưởng đực trong quá trình cạnh tranh với con cái. Răng nanh được dùng làm vũ khí hay chỉ để trưng bày. Muốn sử dụng răng của loài ăn thịt vì loài ăn thịt sử dụng răng nanh để giết con mồi. Nếu răng nanh của linh trưởng yếu đến mức không làm vũ khí được, thì rõ ràng chúng chỉ để làm cảnh.
Loài linh trưởng nói chung có răng khỏe, nhưng có thể là tất cả con linh trưởng đực có răng khỏe vì thành công sinh sản của chúng bị đe dọa khi răng nanh bị gãy. Hoặc có thể là răng khỏe là do cấu tạo di truyền. Hominid (vượn nhân hình), giữ lại tính lưỡng hình giới tính trọng lượng cơ thể, tức giống đực thường có trọng lượng cơ thể lớn hơn giống cái. Cùng lúc đó, sự khác biệt kích cỡ răng nanh của giống đực và cái bị mất đi. Điều này quay ngược trở lại với vượn nhân hình cổ xưa nhất.
Quá trình tiến hóa vượn nhân hình là giảm tính lưỡng hình cỡ răng nanh trong khi vẫn giữ lại lưỡng hình trọng lượng cơ thể. Khỉ đột có răng to, ngắn và chắc tương ứng với cơ thể đồ sộ. Để có được tỉ lệ như các loài linh trưởng khác, răng nanh của con đực sẽ phải dài 25 cm, và các răng ở hàm sẽ trở nên quá rộng so với hàm của nó. Điều này cho thấy có thể có giới hạn đối với răng nanh linh trưởng đơn giản là vì sự gò ép không gian để những răng này khít vào hàm. Sự thay đổi cỡ người có thể ảnh hưởng nhiều mặt khác trong cuộc sống, bao gồm quá trình trao đổi chất, tập quán tiêu thụ thức ăn và nguy cơ bị thú săn mồi tấn công. 

## Tập tính
Khỉ đột sống theo đàn dưới sự chỉ huy của một con đực to khỏe nhất. Nhiệm vụ của con đực là lãnh đạo và bảo vệ cả đàn khỏi bị thú dữ tấn công. Kẻ thù nguy hiểm nhất của khỉ đột là loài báo hoa mai rất hung dữ. Khỉ đột có rất ít đối thủ trong tự nhiên ngoài con người và loài báo hoa mai. Chúng dù có thân hình to lớn những có thể leo cây khá tốt. Về đêm, chúng có thể ngủ trên cây. Khỉ đột tỏ ra rất hòa nhã và xấu hổ khi đối mặt với con người. Những gia đình khỉ đột được nuôi dưỡng trong chuồng lồng kính có ngoại cảnh và nội thất như trong rừng xanh nhưng đại gia đình khỉ đột đều ngồi bất động xoay lưng về phía du khách, các khỉ mẹ ôm con thật chặt vào lòng, lấy tay che mắt chúng, miệng gầm gừ. 

### Xã hội

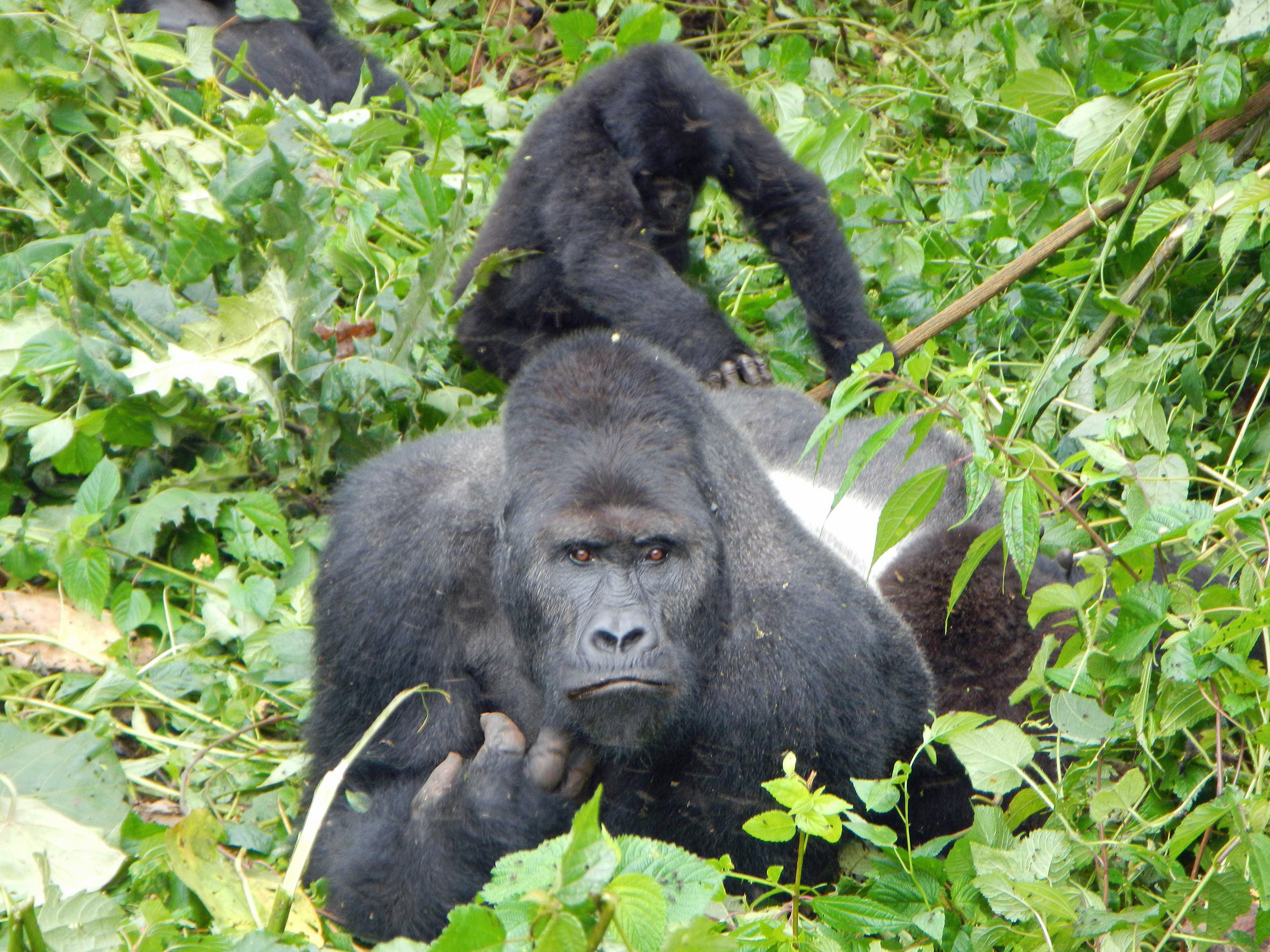
Một gia đình khỉ đột đất thấp miền Đông được dẫn đầu bởi một con lưng bạc

Các nhóm bầy đàn là những con khỉ cư trú ổn định khi chúng ở cùng nhau trong nhiều tháng và nhiều năm tại một thời điểm, giống như cấu trúc của một gia đình. So với các con khỉ đột đất thấp phía Tây, các nhóm khỉ đột ở vùng đất thấp phía Đông thường có quy mô lớn hơn. Những con khỉ đột ở vùng đồng bằng phía đông rất hòa đồng và rất thanh bình, sống trong các nhóm từ hai đến trên 30 tuổi.
Một nhóm thường bao gồm một con lưng bạc, vài con cái và con cái của chúng, những con lưng bạc rất lực và mạnh và mỗi nhóm có một con đực thống trị. Những con đực này bảo vệ nhóm gia đình của chúng khỏi nguy hiểm. Những con đực non bạc sẽ dần dần bắt đầu rời khỏi nhóm sinh đẻ khi chúng đến tuổi trưởng thành, và sau đó sẽ cố gắng thu hút những con cái để thành lập nhóm của riêng nó.
Người ta ít được biết về hành vi xã hội, lịch sử và sinh thái của những con khỉ đột đất thấp ở miền đông, một phần vì cuộc nội chiến tại Cộng hòa Dân chủ Congo. Tuy nhiên, một số khía cạnh của hành vi xã hội đã được nghiên cứu như khỉ đột hình thành nhóm liên minh có thể bao gồm hai con đực trưởng thành. Một phần ba số nhóm khỉ đột ở Đông Phi có hai con đực trưởng thành trong nhóm của chúng. Hầu hết các loài linh trưởng liên kết với nhau bởi mối quan hệ giữa con cái, một mô hình cũng thấy ở nhiều gia đình con người.
Một khi chúng đạt đến tuổi trưởng thành, cả hai phái cái và đực thường phải rời khỏi nhóm (một sự điều chỉnh của tự nhiên để tránh tình trạng giao phối cận huyết và khuyến khích sự phát triển của giống loài ở những môi trường mới mẻ). Những con đực thường tham gia vào một nhóm khác hoặc đi theo một con đực trưởng thành lưng bạc, trong khi con đực có thể ở cùng nhau tạm thời liên minh, cho đến khi chúng thu hút, lôi cuốn được những con cái khác và thành lập nhóm của riêng chúng. Người ta thường tin rằng cấu trúc của nhóm khỉ đột là để ngăn ngừa sự giao phối cận huyết.

### Thị uy

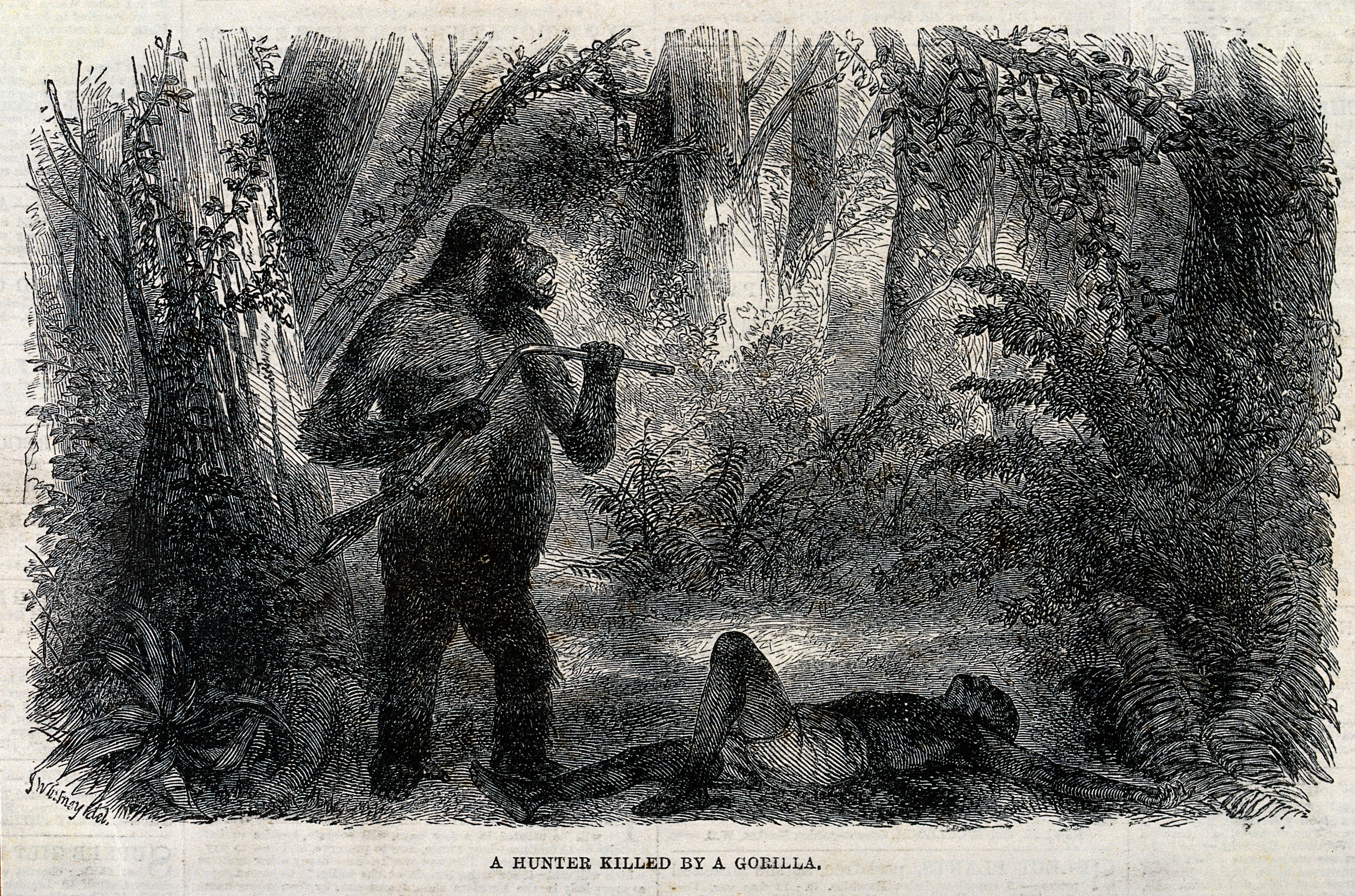
Một tác phẩm mô tả cảnh con khỉ đột giết thợ săn, chúng bị văn hóa phương Tây mô tả như nhưng con dã thú hung bạo suốt một thời kỳ dài

Khỉ đột đất thấp miền Đông thường sống dưới mặt đất, đi bằng bốn chân và chỉ đi bằng hai chân khi chuẩn bị đánh nhau, chúng rất hung hãn trong khi chiến đấu và thường chiến đấu tới chết, chúng thường đấm ngực liên hồi để tỏ rõ sức mạnh. Dù vậy, khỉ đột cố gắng tránh các cuộc ẩu đả và chỉ giương oai, diễu võ là chính, chúng thường chạy lướt qua nhau nhổ bật rễ các cây con để thị uy. Thực tế, chúng ít khi gây hại cho những con thú khác.
Còn khi bị đe dọa, con đực sẽ đứng thẳng người và dùng hai tay đấm thình thịch vào ngực để cảnh báo trước khi chiến đấu, tương tự, khi gặp người lạ khỉ đột thường đứng thẳng trên hai chân sau, hai chân trước (chính xác là hai tay) đập vào ngực nó và phát ra tiếng rống thật to để đe dọa đối phương, ở độ cao 2.133m của một vùng núi rừng nhiệt đới, âm thanh của một con khỉ đột đực đập vào ngực có thể phá tan sự im lặng.
Mặc dầu ác danh đáng sợ của chúng, phần lớn là dựa trên những quan niệm sai lạc do nhìn thấy những con khỉ đột phá phách trong các vườn thú, nhưng con khỉ này chỉ tấn công khi bị đe dọa, khỉ đột gần như không bao giờ hung dữ, chủ yếu là chúng hiền hòa. Rõ ràng là con người có thể gặp một con khỉ đột rồi ra đi mà hoàn toàn không làm sao cả. Nhưng những con khỉ đột đã quen với người nhiều năm rồi và mọi người tiếp xúc với chúng đã biết cách tôn trọng chúng.
Trong những tình huống khác thì khỉ đột có thể thực sự nguy hiểm. Phần lớn sự hung dữ của khỉ đột là với những con khỉ đột khác hoặc các kẻ thù của chúng (báo hoa mai). Chúng sống thành bầy đàn, trong đó một con đực đầu đàn có lưng bạc kiểm soát nhiều con cái và các con nhỏ và bảo vệ cho những con này. Nếu một con đực khác đến gần, con lưng bạc sẽ tìm cách đuổi nó đi. Nó bắt đầu hăm dọa như là gầm gừ, hú hét và đập ngực. Nếu việc này không xong, nó có thể tấn công. Nhiều con lưng bạc có những sẹo ghi dấu ấn từ những đụng độ đó. Kẻ thất bại đôi khi bỏ mạng.
Khỉ đột tấn công con người cũng trong hoàn cảnh tương tự đó là khi nó bị khiêu khích trước, có những trường hợp khỉ đột tấn công và giết người, có người bị đánh, bị gẫy xương sườn, nhưng những đó là hiếm và do lỗi của con người. Những sự cố trong đó con người bị thương hoặc chết vì khỉ đột là xảy ra ở nơi hoang dã do khỉ đột sợ bị tấn công hoặc thực tế bị tấn công. Một con khỉ đột nghĩ rằng nó đang bị nguy hiểm thì trước tiên nó sẽ hăm dọa. Nếu con người tỏ ra không sợ sự hăm dọa, hoặc làm nó giật mình hoặc chặn đường nó, thì nó tự đập ngực thùm thụp, cào cấu và cuối cùng tấn công, còn các con khỉ đột cái thường xuyên tỏ ra hung dữ với người, do chúng không quen với sự có mặt của họ.

### Ăn uống

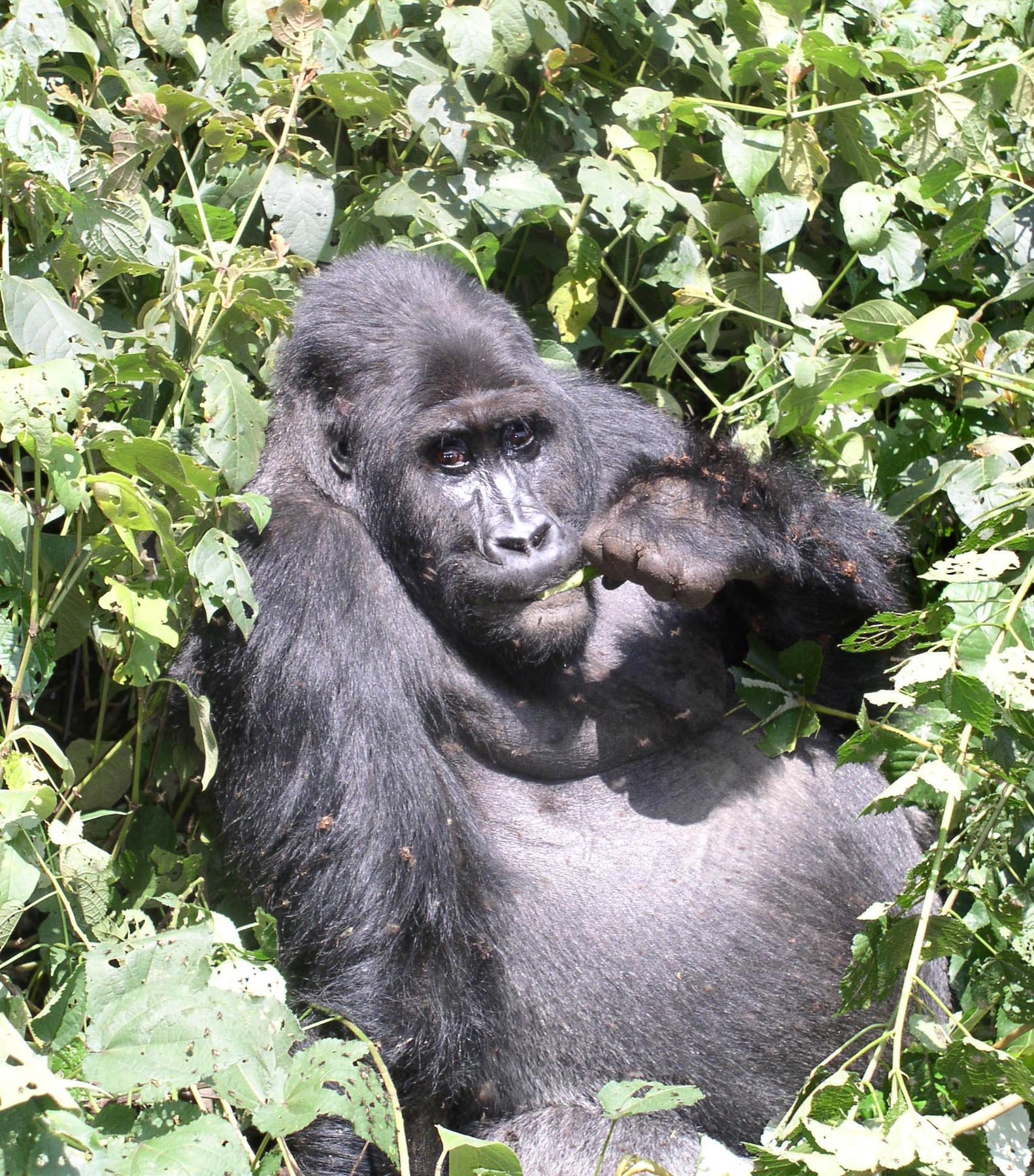
Một con khỉ đột trưởng thành đang ăn lá cây, chúng là động vật tiêu thụ lá cây là chủ yếu, một con khỉ đột đực có thể ăn hết 25 kg lá mỗi ngày

Khỉ đột đồng bằng sống tại những khu rừng rậm rạp, đầm lầy và các vùng ngập nước xấp xỉ mực nước biển. Thức ăn của chúng là các loại thực vật như cây mọng nước, chồi non do đó, chúng thường sống trong rừng rậm, nơi có nhiều cây cối và đó là nguồn thực phẩm quan trọng của chúng. Tuy có thân hình to lớn và dữ tợn nhưng thực tế các con khỉ đột ăn thực vật. Khỉ đột mỗi ngày 3 giờ tìm thức ăn, 4 giờ để ăn, thì giờ còn lại vui chơi hay ngủ, chúng chỉ ăn thảo mộc, măng, rễ, bẹ non, trái và lá cây.
Những con khỉ đột ở vùng đồng bằng phía Đông có chế độ ăn uống đa dạng bao gồm trái cây, lá, thân và vỏ cây cũng như các côn trùng nhỏ như kiến và mối. Mặc dù họ thỉnh thoảng chúng có ăn kiến, nhưng côn trùng chỉ là một phần nhỏ trong chế độ ăn uống của chúng và không được coi là động vật ăn kiến mà chúng được coi là động vật ăn lá và ăn trái cây. Như vậy, trái với hình dung của nhiều người, nhưng những con vật to lớn ấy chỉ chỉ đi săn các loại lá cây để ăn.
Những con khỉ đột đất thấp miền Đông dành hàng giờ để ăn cỏ cây, hoa trái mỗi ngày, một con khỉ đột đực có thể ăn hết 25 kg lá mỗi ngày, con khỉ lưng bạc khổng lồ chênh vênh trên một chạng ba cây đang ăn, những con khỉ đột ở trên núi ăn 20 kg thức ăn mỗi ngày để duy trì năng lượng cho cơ thể đồ sộ, kiểu ăn này chỉ có thể duy trì ở những khu rừng trù phú. Những con khỉ đột đất thấp miền Đông không ăn chuối, nhưng chúng có thể phá hủy cây chuối để ăn các chất dinh dưỡng có trong chuối. Những người nông dân đã xung đột với khỉ đột trong vùng rừng trồng của họ đã giết chết những con khỉ đột này nhằm đạt được hai mục đích là bảo vệ cây trồng của họ và sử dụng thịt khỉ đột để bán ở chợ như một món thịt rừng.

### Công cụ

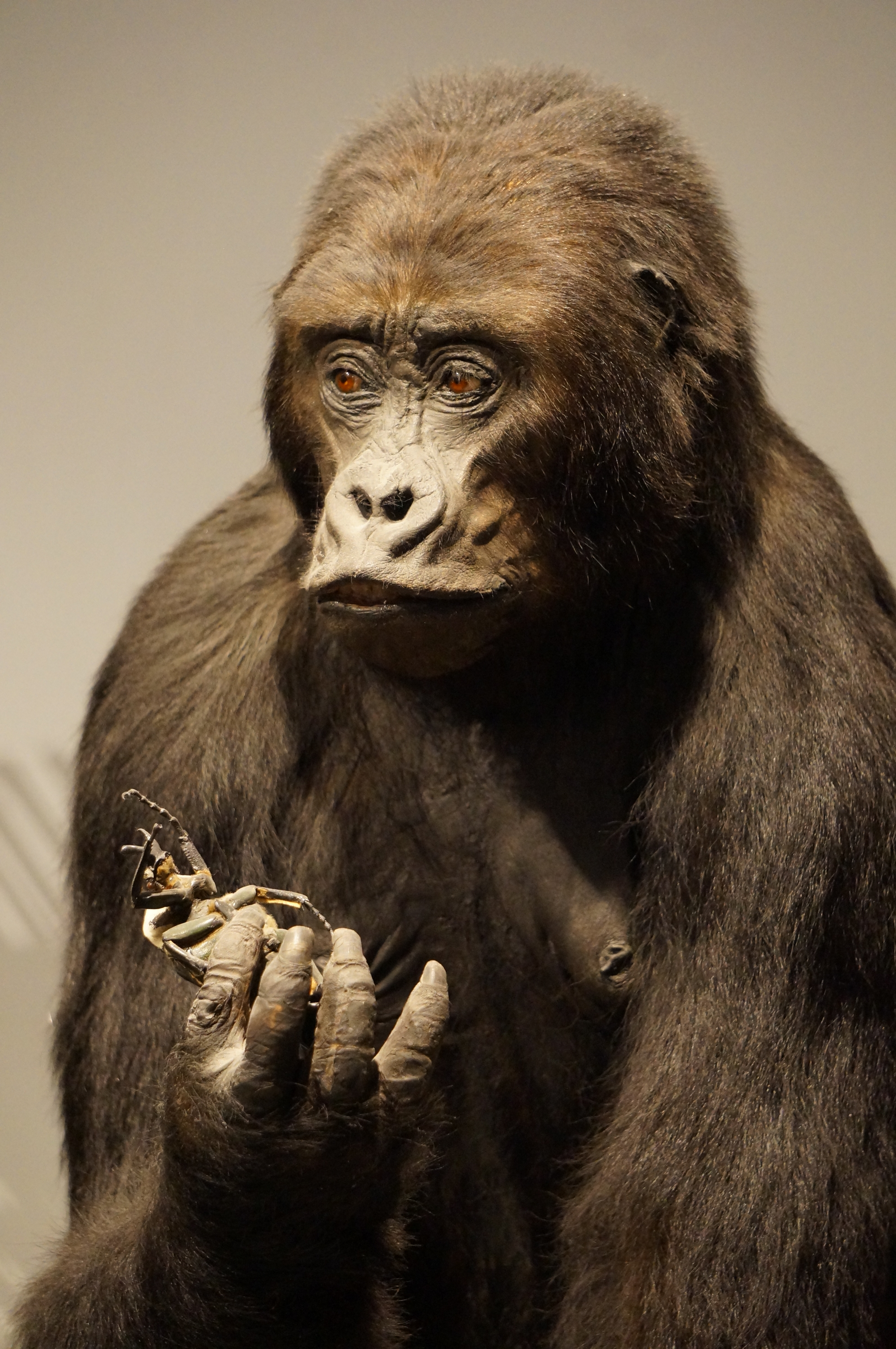
Mô hình khỉ đột cái đang bắt côn trùng, chúng được ghi nhận là biết sử dụng công cụ

Việc khỉ đột sử dụng công cụ kiếm ăn đã được ghi nhận, những con khỉ đột thường có động tác ngắn một cọng cỏ dài, liếm qua tẩm nước miếng làm cần câu rồi thọc vào những tổ kiến hay tổ mối, những con kiến bám trên cọng cỏ đó sẽ được chúng cho vào miệng, so với giới động vật thì đây là một việc làm thành thục. Người ta còn chứng kiến việc khỉ đột biết sử dụng các công cụ cơ bản để giúp việc đi lại trong rừng sâu.
Tại một khu rừng ở Congo, khỉ đột sử dụng gậy để thử độ sâu của nước và để băng qua các vùng đầm lầy, có hai trường hợp thấy chúng sử dụng công cụ. Đầu tiên, có một con cái đi qua hồ và nó dùng một cây gậy để thử độ sâu của nước, và dùng nó như gậy chống. Trường hợp thứ hai là một con khỉ đột cái dùng thân cây và dựa vào nó trong lúc vét thức ăn ở một đầm lầy. Sau đó con này đặt thân cây trên vùng đầm lầy và dùng nó như một cây cầu, chúng dùng công cụ không phải để lấy thức ăn, mà để giúp nương tựa.

### Di truyền
Một con khỉ đột cái mang thai sẽ sinh một con khỉ đột sơ sinh sau một khoảng thời gian mang thai khoảng 8 tháng rưỡi. Chúng cho con bú trong khoảng ba năm. Những con khỉ đột non có thể bò vào khoảng chín tuần tuổi và có thể đi thẳng khoảng 35 tuần tuổi. Những con khỉ đột còn nhỏ thường ở chung với mẹ từ ba đến bốn năm và trưởng thành ở độ tuổi 8 và con cái thì 12 tuổi. Nghiên cứu di truyền học đã có bằng chứng về sự giao phối đồng huyết ở một số quần thể khỉ đột, rõ ràng là do các dị tật bẩm sinh.
Một nghiên cứu gần đây về gen bao gồm cả bốn phân loài khỉ đột này, nhằm xác định mức độ đa dạng và sự phân kỳ giữa các quần thể còn lại của những con khỉ đột này. Kết quả cho thấy rằng phân loài khỉ đột ở vùng đồng bằng phía Đông này thực ra là hai phân nhóm riêng biệt. Sự phân chia này có thể là do số lượng cá thể nhỏ lẻ lấy mẫu hoặc do các cấu trúc xã hội trong phân loài. Kết quả cho thấy trong phân loài khỉ đột ở vùng đồng bằng phía đông có sự khác biệt rất lớn, có thể làm giảm tiềm năng của phân loài để trải qua sự lựa chọn tự nhiên và thích ứng với môi trường của chúng.
Sự thiếu đa dạng này được cho là do số lượng những con sáng lập ra nhóm và mức độ di cư thấp dẫn đến mức độ cận huyết cao ở những nhóm nhỏ này. Các can thiệp bảo tồn cho khỉ đột ở vùng đồng bằng phía đông đã gợi ý thực hiện các chương trình nuôi nhốt gây giống hoặc chuyển vị giữa các phân nhóm ở vùng đồng bằng phía Đông, mục đích không để xảy ra tình trạng thiếu đa dạng di truyền đã được đề cập.
Có nghiên cứu cho thấy khoảng 15% bản đồ gien của con người giống với loài khỉ đột nhiều hơn, nhiều gien của con người tương tự với các phiên bản gien của khỉ đột, có một sự khác biệt được tìm thấy ngay trong những gen liên quan đến việc sản sinh tinh trùng, khỉ đột sống trong bầy đàn với một con đực và nhiều con cái, vì vậy không có nhiều cơ hội cho việc cạnh tranh tinh trùng, một số gien liên quan đến việc hình thành tinh trùng hoặc không hoạt động trong khỉ đột hoặc đã giảm trong số lượng bản sao.
Khỉ đột tồn tại trong một vài quần thể riêng biệt và có nguy cơ tuyệt chủng trong các khu rừng xích đạo của Trung Phi. Trong tất cả các loài, đặc biệt là ở người và khỉ đột có sự phát triển tăng tốc của các gen liên quan đến thính giác, cảm giác, nhận thức và phát triển não bộ, sự phân kỳ của loài khỉ Gorilla từ con người và tinh tinh đã xảy ra khoảng 10.000.000 năm trước đây, nhưng gần đây đã có sự chia rẽ dần dần của loài khỉ đột miền Đông và miền Tây, sự phân chia này như giữa tinh tinh và bonobo, hoặc giữa người hiện đại và người Neanderthal.

## Nguy cơ

### Tình hình

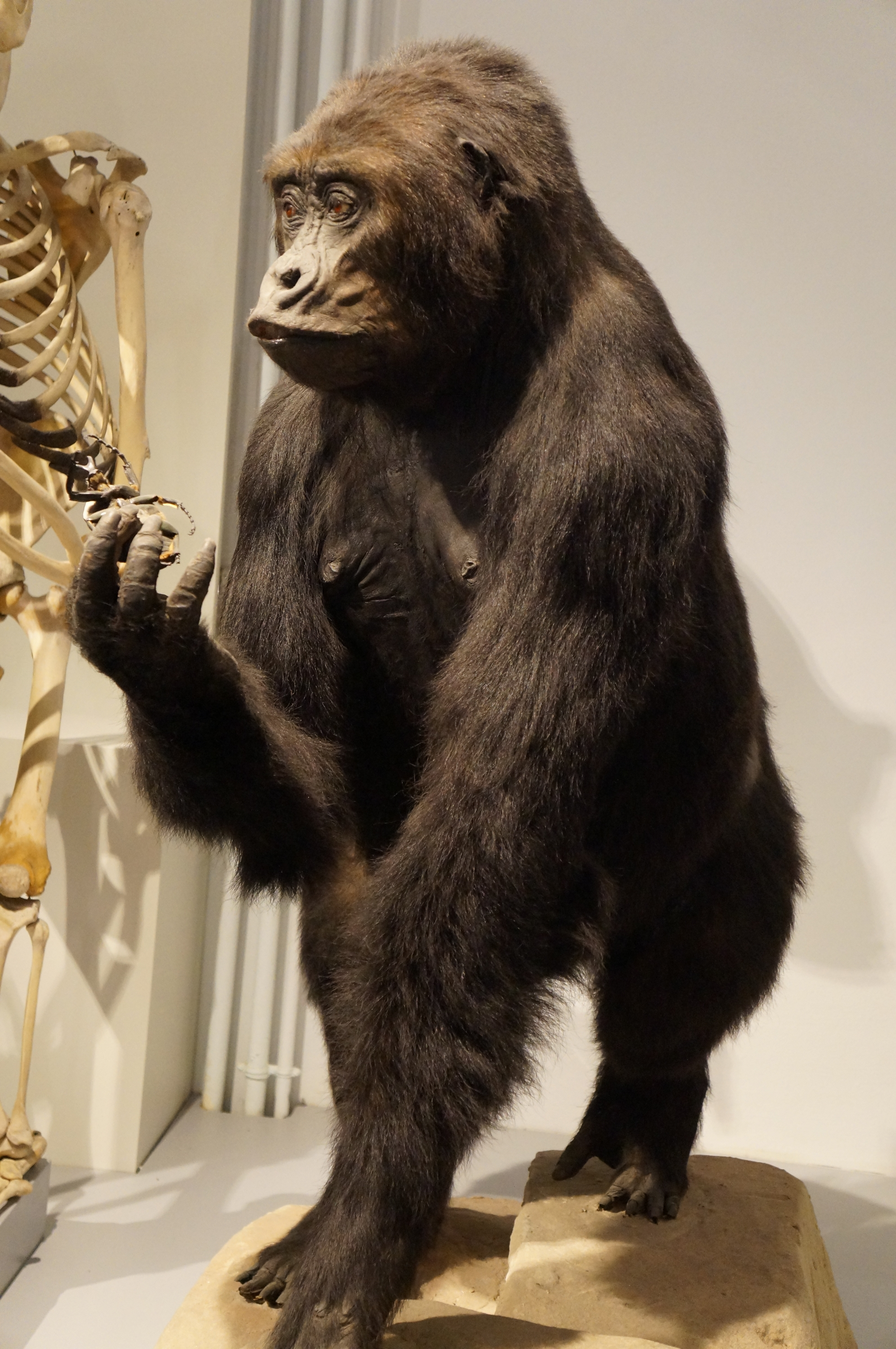
Khỉ đột đất thấp miền Đông bị săn bắt phục vụ cho việc làm mô hình và dùng để làm thịt rừng

Cách đây 20 năm, nhiều du khách thường băng rừng vào đây xem khỉ đột, khỉ đột một thời thống trị rừng xanh ở Conggo, bây giờ chúng thu mình lại trong những hốc kẹt ẩn kín, vô năng tự vệ chống lại loài người có súng đạn. Những con khỉ này bị đe doạ nhiều nhất trong số bốn phân loài khỉ đột, trong vùng xa bị chiến tranh tàn phá của Congo, những con khỉ đột đang gặp hiểm hay chết chóc. Đất nước Congo còn lạc hậu nên đường sá bị hư hỏng và chỉ còn lại ít cơ sở hạ tầng đón được rất ít khách tham quan vì vậy thiếu tiền để xây dựng vùng đệm cho người dân không cắt giảm nhiều hơn môi trường sống của khỉ đột để lập trang trại và khai thác mỏ.
Nguyên nhân chính dẫn đến sự sụt giảm của quần thể khỉ đột đất thấp phía Đông chính là là săn trộm thịt. Các lý do khác để giết khỉ đột gồm các trường hợp giết khỉ đột như trả thù cho việc tịch thu than củi hoặc các hoạt động thực thi pháp luật khác hoặc phá hủy môi sinh của chúng do khai thác, than củi, mở rộng nông nghiệp hoặc khai thác mỏ. Các hoạt động khai thác thủ công phổ biến rộng rãi (thường được kiểm soát bởi các nhóm dân quân nổi dậy) là nguồn lực chính cho việc săn bắt khỉ đột và các động vật hoang dã khác.
Những con khỉ ở vùng đồng bằng phía đông cũng đang trải qua đợt giảm diện tích do sự gia tăng dân số của con người. Các mối đe dọa đối với sự sống sót khỉ đột đất thấp ở vùng đồng bằng phía đông là: săn trộm, khai thác mỏ, bất ổn dân sự (nội chiến) và nông nghiệp. Một đe dọa khác là việc lùng bắt khỉ đột nhỏ của bọn săn trộm. Việc khai thác gỗ và canh tác tràn lan vào sâu trong rừng núi cũng góp phần là giảm khả năng dạo chơi tự do của khỉ đột.
Khỉ đột đất thấp phía Đông là loài linh trưởng lớn nhất thế giới hiện còn tồn tại được liệt vào danh sách động vật đang bên bờ vực tuyệt chủng do nạn săn bắt trái phép và nội chiến tại các quốc gia châu Phi. Theo báo cáo được công bố tại hội nghị toàn cầu của Liên đoàn quốc tế về bảo tồn thiên nhiên (IUCN) với 5.000 con khỉ đột miền Đông hiện có trên toàn thế giới, loài linh trưởng này đang đối mặt với nguy cơ biến mất hoàn toàn. Trong số sáu loài khỉ lớn trên thế giới, thì có bốn loài đang bên bờ vực tuyệt chủng, gồm khỉ đột miền Đông, khỉ đột miền Tây, đười ươi Borneo và đười ươi Sumatran. 

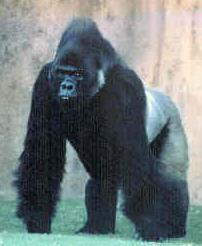
Một con khỉ đột đất thấp miền Đông đang được nuôi nhốt

Trong 20 năm qua, số lượng khỉ đột miền Đông đã giảm tới 70%. Khỉ đột đồng bằng là một trong hai phân loài của khỉ đột miền Đông, giảm mạnh về số lượng, từ 16.900 con hồi năm 1994 xuống còn 3.800 vào năm 2015 do chiến tranh, nạn săn bắt ồ ạt, thiếu không gian sống và các hoạt động khai thác khoáng sản. Tại Cộng hòa Dân chủ Congo, nơi tập trung phần lớn khỉ đột miền Đông, việc bảo tồn loài linh trưởng này gặp nhiều khó khăn do tình hình chính trị bất ổn, việc nhiều người Rwanda chạy tị nạn sang nước láng giềng Congo để chạy trốn nạn diệt chủng Rwanda đã khởi nguồn cho loạt hoạt động ảnh hưởng tới môi trường sống tự nhiên của loài linh trưởng này.
Loài khỉ đột lớn nhất thế giới đứng bên bờ tuyệt chủng, các nỗ lực bảo tồn gặp nhiều khó khăn còn bởi nạn săn trộm và khủng bố Hồi Giáo. Loài linh trưởng lớn nhất thế giới, khỉ đột Miền Đông, đã bị đưa vào danh sách báo động khi mà nạn săn bắt trái phép đang đe dọa số lượng ít ỏi còn lại và các nhóm khủng bố Hồi giáo đang làm phức tạp nỗ lực bảo tồn loài vật này. Hiện tại số lượng khỉ đột phía Đông đã ở dưới mức 5000 cá thể, giảm gần 70% trong vòng 20 năm qua, theo báo cáo được công bố, tổ chức chuyên công bố Sách Đỏ Các Loài Sinh Vật Nguy Cấp này đã tuyên bố rằng loài khỉ phía Đông đang bị đe dọa nghiêm trọng.
Trong năm 2009 của tổ chức Quốc tế Các Loài Sinh Vật Nguy Cấp (một tổ chức phi lợi nhuận) cho thấy có khoảng 300 con khỉ đột phía Đông đã bị giết để lấy thịt mỗi năm tại nơi sinh sống của chúng, đất nước Congo, vì các loài vượn như khỉ đột Miền Đông chỉ sinh từ 3 đến 4 vượn con trong một năm, nên chỉ một cuộc săn bắt quy mô nhỏ cũng có thể làm mất đi 1/10 số lượng. Thêm vào đó, khỉ đột phía Đông sinh sống tại miền đông Congo, cũng là khu vực giao tranh giữa các nhóm khủng bố Hồi giáo như Các lực lượng Liên minh Dân chủ và các lực lượng quân sự khác.
Hiện không có giải pháp đơn giản nào, trừ phi có được sự đầu tư lớn hơn cho việc bảo vệ tại những điểm nóng đến khi khu vực này ổn định trở lại, lúc đó sẽ phát triển loại hình du lịch sinh thái có quy mô như Uganda và Rwanda. Trước đây, việc bảo tồn này ít nhận được sự quan tâm từ Cộng hòa Dân chủ Congo như so với hiện nay, vì lúc đó cuộc nội chiến đang diễn ra. Từ giữa những năm 1990, ít nhất có 190 kiểm lâm đã bị giết khi cố gắng bảo vệ những con khỉ đột phía Đông, theo báo cáo năm 2010, loài khỉ đột đồng bằng phía Đông còn dưới 4.000 con và còn bị đe dọa bởi nạn phá rừng và bệnh dịch Ebola.

### Nội chiến
Tình trạng bất ổn dân sự hay cụ thể là cuộc nội chiến đẫm máu ở Cộng hòa Dân chủ Congo đã dẫn đến sự sụt giảm của số lượng khỉ đột ở vùng đồng bằng phía đông. Các khu vực sinh sống của khỉ đột phía đông đã giảm từ 8.100 dặm vuông 4.600 dặm vuông trong 50 năm qua. Loài linh trưởng to lớn này hiện chỉ chiếm 13% diện tích thuộc về lịch sử của nó. Bạo lực trong khu vực đã làm cho việc triển khai nghiên cứu khó khăn. Các nhà khoa học đã ước tính rằng dân số đã giảm hơn 50% kể từ giữa những năm 1990. Vào giữa những năm 1990, dân số những con khỉ đột này được ghi nhận là gần 17.000 cá thể khỉ đột.
Cuộc nội chiến ở Cộng hòa Dân chủ Congo có nghĩa là các nhóm quân đội vẫn còn ẩn náu trong rừng trong suốt một thời gian dài. Như vậy, việc săn trộm đã gia tăng khi quân đội và người tị nạn gặp phải cơn đói khát. Các nhà lãnh đạo quân sự cũng đã giải giáp các công viên bảo vệ công viên trong các vườn quốc gia có nghĩa là họ hầu như không kiểm soát được các hoạt động xảy ra bên trong công viên và những người xâm nhập vào nó, khi phải đối mặt với những toán lính có vũ trang. Các nhóm dân quân hiện diện trong khu vực hạn chế việc bảo vệ loài khỉ đột vùng đất thấp phía đông.
Người ta ước tính rằng hơn một nửa số 240 khỉ đột được biết đến trong một nghiên cứu đã bị giết chết do hậu quả của việc săn trộm, sẽ khó khăn hơn trong việc tuần tra các khu vực bên ngoài công viên và mong muốn tìm ra những mức độ săn trộm cao hơn. Các nhóm bảo tồn đã đàm phán với những người nổi dậy kiểm soát Cộng hòa Dân chủ Congo để bảo vệ lại các công viên và những con khỉ đột sống trong đó. Sau chiến tranh, ngân quỹ của chính phủ đã bị ngừng lại. Các nhóm bảo tồn, Chương trình Bảo tồn khỉ đột Quốc tế và Deutsche Gesellschaft für Technische Zusammenarbeit (cơ quan phát triển của Đức) đã tài trợ cho các vệ sĩ.
Khoảng hai triệu người, trực tiếp và gián tiếp liên quan đến nạn diệt chủng Rwanda năm 1994, trốn sang Tanzania và Cộng hòa Dân chủ Congo, chủ yếu ở Vườn quốc gia Virunga. Người ta ước tính rằng có 720.000 người tị nạn sống trong 5 trại ở Cộng hòa Dân chủ Congo giáp với công viên, nạn phá rừng xảy ra khi 80.000 người tị nạn đi vào công viên hàng ngày để tìm gỗ. Nạn phá rừng xảy ra với tốc độ 0.1 km2 mỗi ngày. Một khi chiến tranh Congo bắt đầu vào năm 1996, 500.000 người tị nạn vẫn còn, gây áp lực lên các nguồn tài nguyên thiên nhiên, bao gồm cả những con khỉ đột ở vùng đồng bằng phía Đông.

### Khai thác

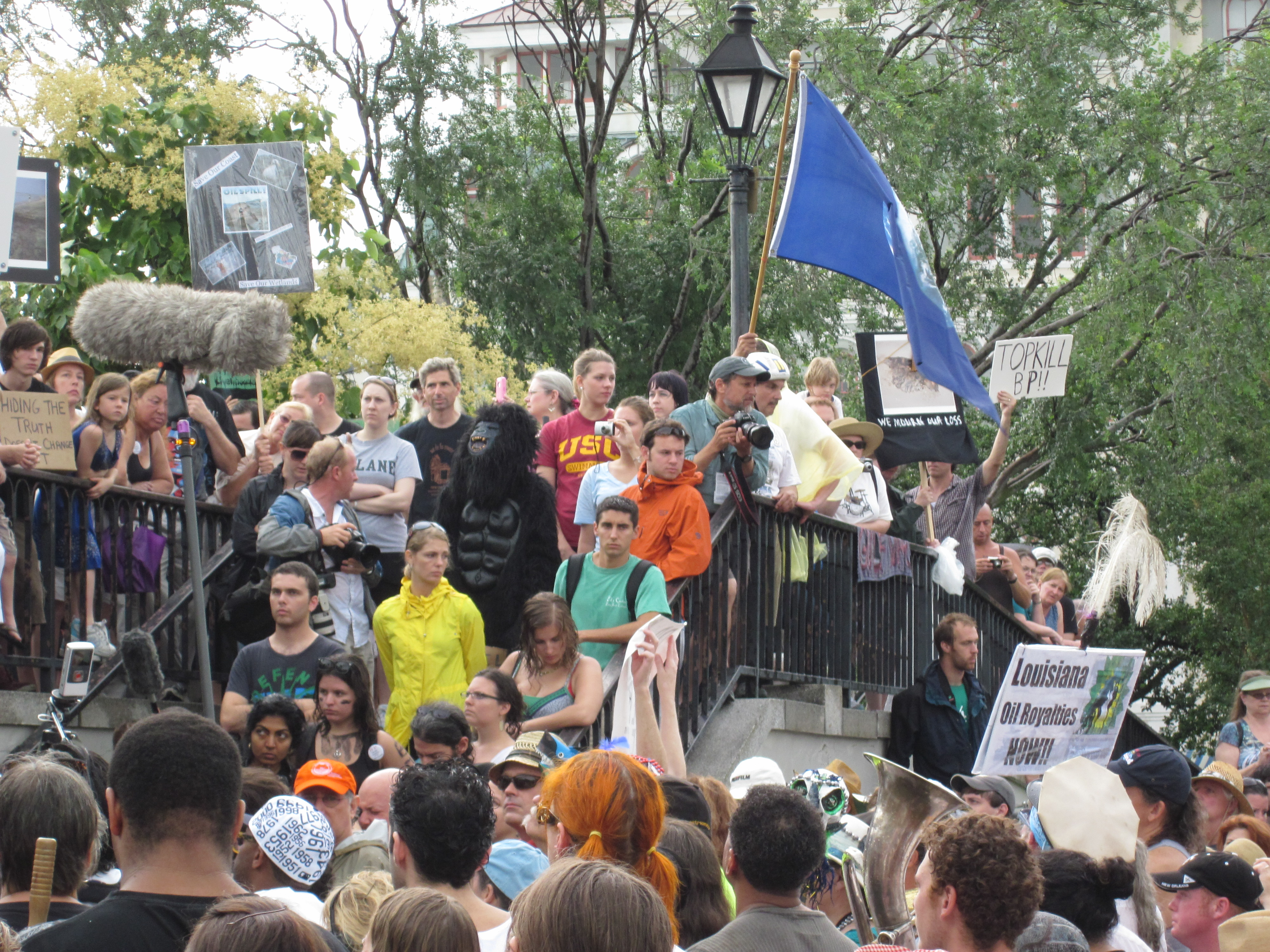
Một cuộc biểu tình phản đối khai thác tài nguyên có thể làm tuyệt chủng khỉ đột

Nhiều tập đoàn đa quốc gia đã góp phần một cách gián tiếp, và một số trực tiếp, tài trợ cho cuộc nội chiến ở Cộng hòa Dân chủ Congo bằng cách mua các nguồn tài nguyên bất hợp pháp từ khu vực hoặc bằng các nguồn lực buôn bán vũ khí quân sự. Các báo cáo từ năm 2007 cho thấy 14.694 tấn Cassiterit (45 triệu USD), 1,193 tấn wolframit (trị giá 4,27 triệu USD) và 393 tấn coltan (5,42 triệu USD) được xuất khẩu vào năm 2007. Trong đó việc khai khoáng Cô-tan là nguy cơ cao.
Coltan nói riêng là một trong những nguồn hàng xuất khẩu chủ yếu do tập đoàn đa quốc gia mua bất hợp pháp và đang phát triển nhu cầu do sử dụng cho điện thoại di động. Riêng Traxy đã mua 226 tấn coltan trong năm 2007, chiếm 57% tổng số coltan của Cộng hòa Dân chủ Congo. Chương trình Môi trường của Liên Hợp Quốc báo cáo rằng các nguồn lực từ các tập đoàn đa quốc gia và các quỹ ở các nước công nghiệp được rót vào thông qua các công ty con để tài trợ cho tham nhũng và bán vũ khí cho các nguồn lực hoặc cung cấp vũ khí thông qua các công ty con.
Coltan là một trong những tác nhân nguy hại tới khỉ đột đất thấp miền Đông. Khai thác coltan cũng gây ra phá hủy lớn đến môi trường sống của khỉ đột ở Congo, một số lượng lớn khỉ đột sống ở vùng đất thấp phía đông của 7 công viên quốc gia Congo giảm tới 90% trong 5 năm qua, và hiện nay chỉ còn lại 3.000 con. Môi trường sống của khỉ đột đột đất thấp miền Đông đã giảm đi vì các vùng rừng đã bị phát quang để khai thác mỏ, ngoài ra, có những báo cáo cho biết các nhóm nổi loạn có vũ trang và thợ mỏ ăn thịt khỉ đột ở công viên quốc gia Kahuzi Biega và khu bảo tồn động vật hoang dã Okapi.
Nói một cách khác, khỉ đột tuyệt chủng chỉ vì điện thoại di động, phân loài khỉ đột bị săn trộm vì thịt rừng và vì một loại quặng tên là coltan được sử dụng trong điện thoại di động, chúng đang bị tàn sát số lượng lớn chỉ vì điện thoại di động và máy game. Dân quân thì giết chúng để bán thịt rừng, thợ mỏ giết chúng đặng đào quặng coltan. Quặng này chứa tantalum dùng để làm tụ điện trong các thiết bị hiện đại. Phần lớn coltan của Trái đất được khai thác ở Cộng hòa dân chủ Congo. Có người chứng kiến nguyên những gia đình khỉ đột bị thảm sát bởi những tên côn đồ có trang bị súng máy.
Nhu cầu toàn cầu của coltan đã dẫn đến sự bùng nổ việc khai thác mỏ lậu tràn lan trong vùng sống của khỉ đột ở Congo. Coltan từ Congo được xuất sang Trung Quốc dưới dạng bột tantalum. Nhiều năm qua lực lượng dân quân nổi dậy kiểm soát việc mua bán coltan và phần lớn vùng đất thấp phía đông vốn là môi trường sống của khỉ đột. Những động vật có vú lớn như khỉ đột bị bắn hạ bừa bãi để làm thịt nuôi thợ mỏ và dân binh bị đói Có 69 nhóm vũ trang khác nhau hoạt động trong những khu vực chính mà loài khỉ sống. Ở những nơi khác trong nước sự hiện diện của các băng cướp có vũ trang được coi là Mai-Mai đã khiến họ bất lực trong việc giám sát.
Mỗi điện thoại di động chứa khoảng 40 mg tantalum. Tại vùng mỏ coltan trên Rubaya, hằng chục nhóm thợ mỏ trẻ mặc quần cụt và áo khoác liều mạng đào bới loại quặng quý. Một ký coltan mất cả tuần để khai thác họ có thể kiếm được 12,5USD, Ở Congo, chừng đó đã là khá. Những đại gia thu mua quặng người nước ngoài bán lại coltan với lợi nhuận khổng lồ qua các thương vụ nhiều triệu cân với các nhà sản xuất điện thoại.Trong khi tai nạn tiếp tục xảy ra ở những vùng sâu vùng xa tại Congo, những người dân ở dưới đáy của những dây chuyền cung ứng quặng phải gánh chịu cái giá của những thực hành kinh doanh vô trách nhiệm đó trong khi các công ty ở cao trên kia mặc sức tiền thầy đút túi.

### Săn bắt

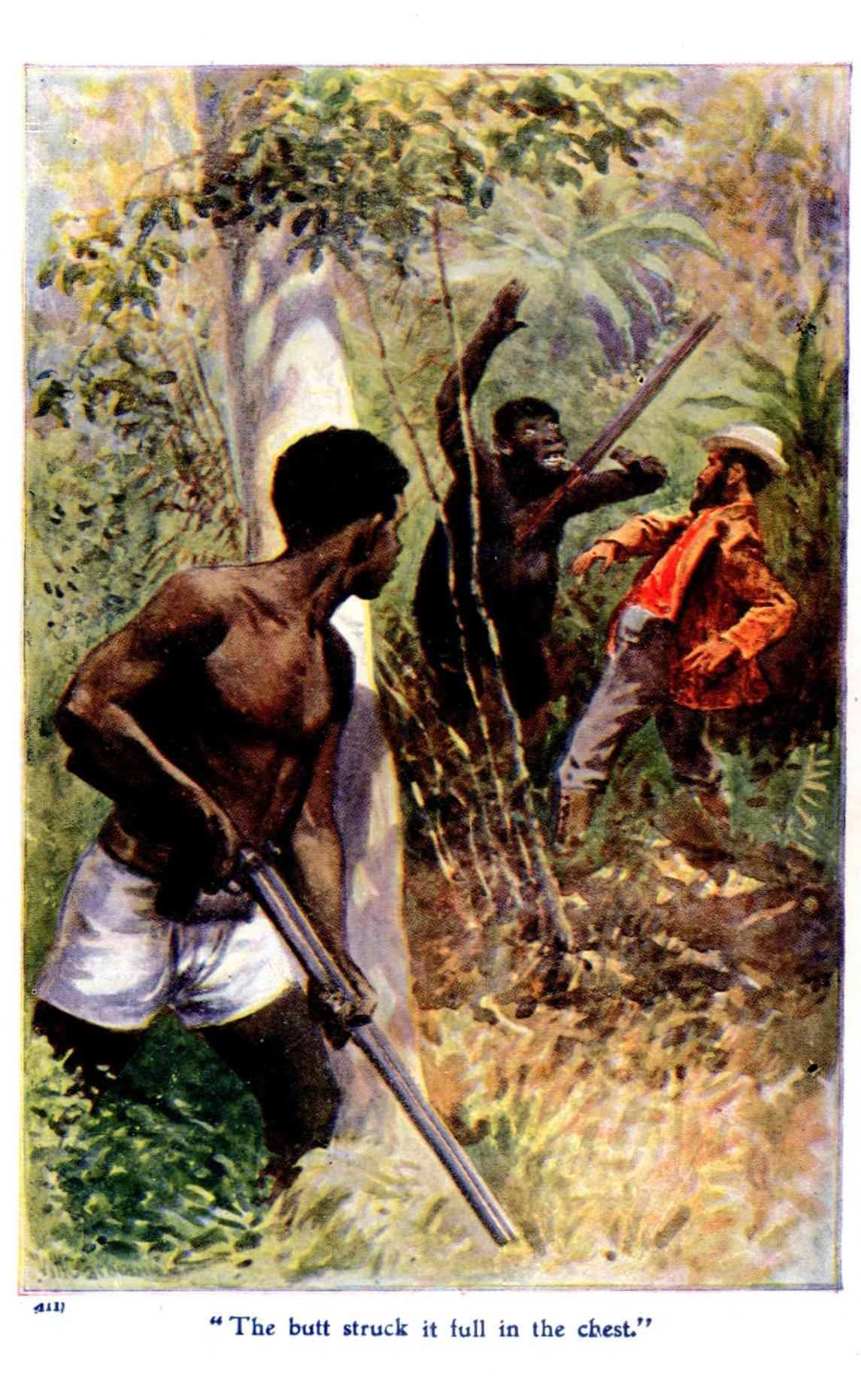
Một họa phẩm mô tả cảnh săn bắt khỉ đột của người dân bản địa và thực dân phương Tây

Thịt rừng trong đó có thịt của khỉ đột được ăn bởi những người phải di dời mà sống ở khu vực bị ảnh hưởng bởi cuộc nội chiến, các nhóm dân quân và những người khai thác gỗ và thợ mỏ. Các cuộc khảo sát cho thấy những con khỉ, tinh tinh và tinh tinh lùn (vượn Bonobo) chiếm 0,5-2% thịt được tìm thấy trong thị trường thịt. Một số nhà nghiên cứu đã phát hiện ra rằng hàng năm có tới 5 triệu tấn thịt thăn. Điều này có một ảnh hưởng bất lợi đối với các quần thể khỉ đột ở vùng đồng bằng phía đông do tốc độ sinh sản chậm và dân số đã đấu tranh sinh tồn thấp của chúng.
Mặc dù thịt rừng từ khỉ đột chỉ chiếm một tỷ lệ nhỏ trong số lượng thịt rừng bán ra, nhưng nó vẫn tiếp tục khuyến khích một nhóm người chuyên lùng tìm và những con khỉ đột bị săn bắt. Endangered Species International tuyên bố rằng 300 khỉ đột đã bị giết mỗi năm để cung cấp cho thị trường thịt rừng ở Congo. Ngay cả chính quyền Cộng hòa Dân chủ Congo cũng tuyên bố bất lực trước cuộc chiến chống săn lậu loài khỉ đột ở quốc gia Trung Phi, nạn buôn lậu động vật hoang dã diễn ra tại Somali và nhu cầu nuôi thú nuôi độc lạ của các quốc gia Vùng Vịnh được cho là cao nhất, sau đó mới đến khu vực Viễn Đông.
Đây là nghề kinh doanh bất hợp pháp mang lại lợi nhuận béo bở, nạn buôn lậu đang giết hại nhiều quần thể động vật hoang dã và có thể dẫn đến sự tuyệt chủng một số loài đặc hữu địa phương. Loài khỉ đột tại những vùng thấp ở phía đông châu Phi còn nhiều song chúng thường sống bên ngoài những khu vực được bảo vệ nên quần thể cũng đang giảm dần, thị trường tiêu thụ khỉ đột con đang đà tăng trên thế giới dẫn đến sự lan rộng hoạt động buôn lậu nguy hiểm tại những vùng đất phía đông Congo nằm dưới sự kiểm soát của phiến quân và chính quyền Congo thiếu kinh phí
Nạn săn bắt khỉ đột tại Cộng hòa Congo diễn biến hết sức phức tạp cuộc điều tra bí mật cho thấy cứ mỗi tuần qua đi lại có hai con khỉ đột bị giết hại và bị làm thịt bán tại vùng Kouilou, Cộng hòa Congo. Các bộ phận của loài khỉ này cuối cùng được chuyên chở bằng thuyền xuôi dòng sông đến bán tại các khu chợ ở các thành phố lớn. Cuộc điều tra bí mật đã vạch trần vấn nạn săn bắt trái phép loài khỉ đột tại nước Cộng hòa Công–gô. Nhóm Bảo tồn các loài động vật hiện đang bị đe dọa lo ngại hàng năm có tới hàng trăm con khỉ đột bị giết hại và thực hiện cuộc điều tra bí mật với những người bán hàng và những người buôn bán tại các khu chợ thực phẩm ở Pointe Noire.
Thịt các con khỉ đột được xông khói và bán với giá khoảng 6 USD cho một miếng thịt to bằng bàn tay, xuất xứ của số thịt này đến nguồn gốc của số thịt rừng ở một vùng rừng ở Kouilou, nằm dọc con sông Kouilou. Số lượng loài khỉ đột có trong vùng là khoảng 200 con. Nhưng mỗi tháng 4% số này bị giết hại. Bọn săn trộm đặc biệt chú ý đến những con khỉ đột trưởng thành đang nằm trong độ tuổi sinh sản do những con này cho nhiều thịt nhất. Có ít nhất 300 con khỉ đã bị bán đến các khu chợ hàng năm tại Congo. Với tốc độ săn bắt như hiện nay, phân loài khỉ đột sẽ biến mất khỏi vùng này trong vòng 1 thập kỷ nữa.
Sách Đỏ toàn cầu vừa đưa ra cảnh báo loài khỉ đột miền Đông đang có nguy cơ tuyệt chủng rất cao do hoạt động săn bắn. Việc săn bắt trái phép tại nước Cộng hòa Congo đã khiến cho 70% loài khỉ đột miền Đông tại quốc gia này biến mất chỉ trong 2 thập kỷ qua và đẩy dòng khỉ đột lớn nhất thế giới này tiến gần tới bờ vực tuyệt chủng, phân oài khỉ đột miền Đông cũng góp mặt cùng với loài loài đột miền Tây trong danh sách những động vật có nguy cơ tuyệt chủng cao, phân loài khỉ này đang phải chịu nguy cơ tuyệt chủng, số lượng khỉ đột miền Đông, loài linh trưởng lớn nhất với trọng lượng lên đến khoảng 200 kg/com, đã giảm 16.900 vào năm 1994 xuống còn khoảng 3.800 con trong năm 2015.

## Bảo tồn

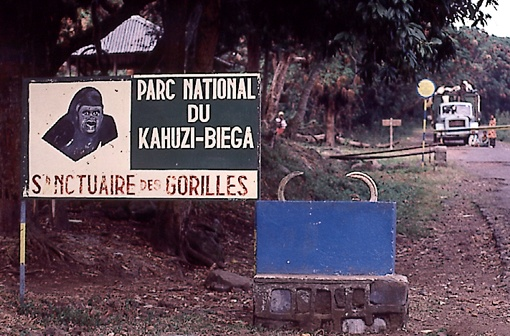
Khỉ đột đất thấp miền Đông được ghi hình trên một bảng tại Vườn quốc gia Kahuzi-Biega

Vườn quốc gia Kahuzi-Biega của Cộng hòa dân chủ Congo nằm ở phía Đông của Cộng hòa dân chủ Congo, cách thị xã Bukavu ở vùng Kivu 50 km về phía Tây, sát biên giới với Rwanda. Vườn quốc gia này được thành lập năm 1970 và được UNESCO công nhận là một Di sản thế giới năm 1980. Năm 1997, UNESCO đã liệt kê vườn quốc gia này vào danh sách di sản thế giới bị đe dọa. Đây là nơi cư trú cuối cùng của khỉ đột đất thấp miền Đông.
Vườn quốc gia được thành lập nhằm bảo vệ loài khỉ đột sống tại vùng đất thấp phía Đông có độ cao từ 2100m tới 2400m so với mực nước biển, hiện có từ 200 tới 300 con khỉ đột đang sinh sống tại khu vực này, là nơi sinh sống của nhóm khỉ đột cuối cùng của khu vực đồng bằng Đông Phi với khoảng 250 cá thể. Sinh thái ở khu vực này là điều kiện lý tưởng cho loài khỉ đột sinh sống phát triển. Đã có một cuộc tổng điều tra về loài khỉ đột và các loài có nguy cơ tuyệt chủng khác ở đây.
Ngoài ra, còn thành lập Khu bảo tồn các loài khỉ đột quý hiếm Loài linh trưởng lớn nhất thế giới thì những con khỉ đột Grauer cũng có lý do để vui mừng. Tỉnh Nam Kivu phê duyệt ranh giới Khu bảo tồn Itombwe phía đông Cộng hòa Dân chủ Đông Congo, một trong những thành trì cuối cùng của những con khỉ đột. Khu vực này cũng là nơi sinh sống của hơn 750 loài động vật có xương sống và hơn 1.000 loài thực vật khác, trong đó có ít nhất 53 loài đang bị đe dọa trên toàn cầu do số lượng cá thể loài khỉ đột Grauer đã giảm từ 17.000 cá thể năm 1995 xuống còn dưới 4.000 hiện tại, vì tình trạng bất ổn dân số kéo dài, săn bắn bất hợp pháp và mất môi trường sống do hoạt động khai mỏ.
Hầu hết các công viên quốc gia, công viên sinh thái ở Cộng hòa Dân chủ Congo đều là các khu vực không an toàn hạn chế việc tiếp cận của nhân viên kiểm lâm, nhân viên bảo vệ rừng, giám sát viên (gọi chung kiểm lâm viên). Mặc dù các lực lượng kiểm lâm được đào tạo để ngăn chặn việc săn bắt trái phép, nhưng số lượng nhỏ các kiểm lâm viên không được tiếp cận với việc huấn luyện hoặc trang bị thêm để xử lý các nhóm dân quân như ở Vườn Quốc gia Virunga, 190 công viên kiểm lâm đã bị giết trong vòng 15 năm qua kể từ cuộc nội chiến. Luật pháp tại chỗ đã thực thi sự hợp tác xuyên biên giới và đã được chứng minh là thành công trong việc làm giảm sự suy giảm của khỉ đột ở vùng đồng bằng phía Đông
Việc khai thác các nguồn tài nguyên bất hợp pháp từ Vườn quốc gia Virunga đã được giảm bớt bằng cách kiểm soát giao thông qua biên giới, làm giảm đầu tư tài chính sẵn có cho các dân quân trong khu vực. Mặc dù các lực lượng kiểm lâm đã thành công trong việc hạn chế số lượng các nguồn lực bất hợp pháp được vận chuyển ra khỏi khu vực, các nhóm dân quân đã trả đũa bằng cách cố ý giết chết một nhóm khỉ đột để đe dọa các kiểm lâm viên. Vụ 10 con khỉ đột đã bị giết trong cuộc trả đũa vì sự can thiệp của các kiểm lâm viên vào việc xuất khẩu các nguồn tài nguyên bất hợp pháp như gỗ, đây là một vụ việc thương tâm và gây phẫn nộ trên thế giới vì động cơ đê hèn của vụ giết chóc có chủ ý này khi những con khỉ đột là nạn nhân vô tội của những toan tính trả đũa bẩn thỉu.